# Дубовський район
Дубовський район (рос. Дубовский район) — муніципальне утворення у Волгоградській області. Адміністративний центр — місто Дубовка.
Розташований на українських етнічних землях Жовтого Клину.

## Історія
Дубовський район заснований Постановою Президії ВЦВК від 23 червня 1928 року в складі Сталінградського округу Нижньо-Волзького краю. З 1934 року в складі Сталінградського краю, з 1936 року — Сталінградської (Волгоградської) області. У 1963 році до складу району увійшла територія скасованого Баликлейського району.
14 березня 2005 року відповідно до Закону Волгоградської області № 1026-ОД район наділений статусом муніципального району. У його складі утворено 14 муніципальних утворень: 1 міське і 13 сільських поселень.